# Semaine des laitages
La Semaine des laitages, ou « semaine de la tyrophagie » est la troisième semaine du Petit Carême, préparatoire au Grand Carême dans la liturgie pascale des Églises d'Orient — Églises orthodoxes et Églises catholiques orientales de rite byzantin —.
La semaine des laitages commence au dimanche du Jugement dernier ou dimanche de la viande (P - 56), à partir duquel la consommation de viande est prohibée. Elle dure jusqu'au dimanche du Pardon (P - 49). Celui-ci précède le Lundi pur (P - 48), premier jour du Grand Carême.
Au cours de la semaine des laitages, la consommation de viande n'est pas autorisée, mais le lait, les fromages et les œufs le sont. La semaine des laitages est aussi la semaine de Carnaval — du latin carnem levare : « ôter la viande » —.
Dans l'évangile de cette semaine, l'Église enseigne que, selon le Christ, ce que nous faisons pour le plus humble, c'est à Lui que nous le faisons. Un autre aspect du carême est ainsi évoqué : l'aumône, selon l'ancienne tradition pour laquelle ce que l'on économise en jeûnant, on le redistribue aux plus pauvres.